# Ricardo Preve
Ricardo Eugenio Preve (né le 24 octobre 1957 à Buenos Aires) est un cinéaste, photographe et activiste argentin. Il commence sa carrière dans le cinéma au début des années 2000 en tant que producteur associé sur certains documentaires. Depuis, il a exercé les fonctions de réalisateur, producteur ou scénariste dans une trentaine de productions pour le cinéma et la télévision, parmi lesquelles se distinguent Les Os de Catherine (2015), Rentrer chez soi (2019) et Du Soudan à l'Argentine (2022), qui ont reçu plusieurs prix et distinctions dans des festivals de niveau international.
Preve est propriétaire de Ricardo Preve Films LLC et Esto del Cine SRL, des sociétés de production audiovisuelle.

## Biographie
Preve est né en 1957 à Buenos Aires, en Argentine. Après avoir fait des études dans son pays natal, en Italie et aux États-Unis, il a obtenu un diplôme d'ingénieur agronome et un master en génie forestier à l’Institut polytechnique et université d'État de Virginie.
En 1976, il réalise un voyage entre l'Argentine et l'Afrique du Sud en tant que membre de l'équipage d'un voilier. Au cours du voyage, le jeune équipage argentin et le patron du yacht, qui ne parlait qu'anglais, se sont retrouvés à court de vivres tandis qu'ils naviguaient près des côtes africaines. Ils ont survécu en mangeant de la graisse animale et des pilules de vitamines avant d'être remorqués jusqu'à un port. L'expérience de ces jeunes Argentins a fait l'objet de reportages dans des revues de voile sportive de leur pays.
Après avoir travaillé pendant vingt ans comme gérant d'entreprises agroforestières, Preve a commencé sa carrière dans le monde du cinéma en 2001, en tant que producteur associé du long-métrage Adieu, chère Lune, sorti en 2005 et réalisé par Fernando Spiner.

## Carrière

### Années 2000

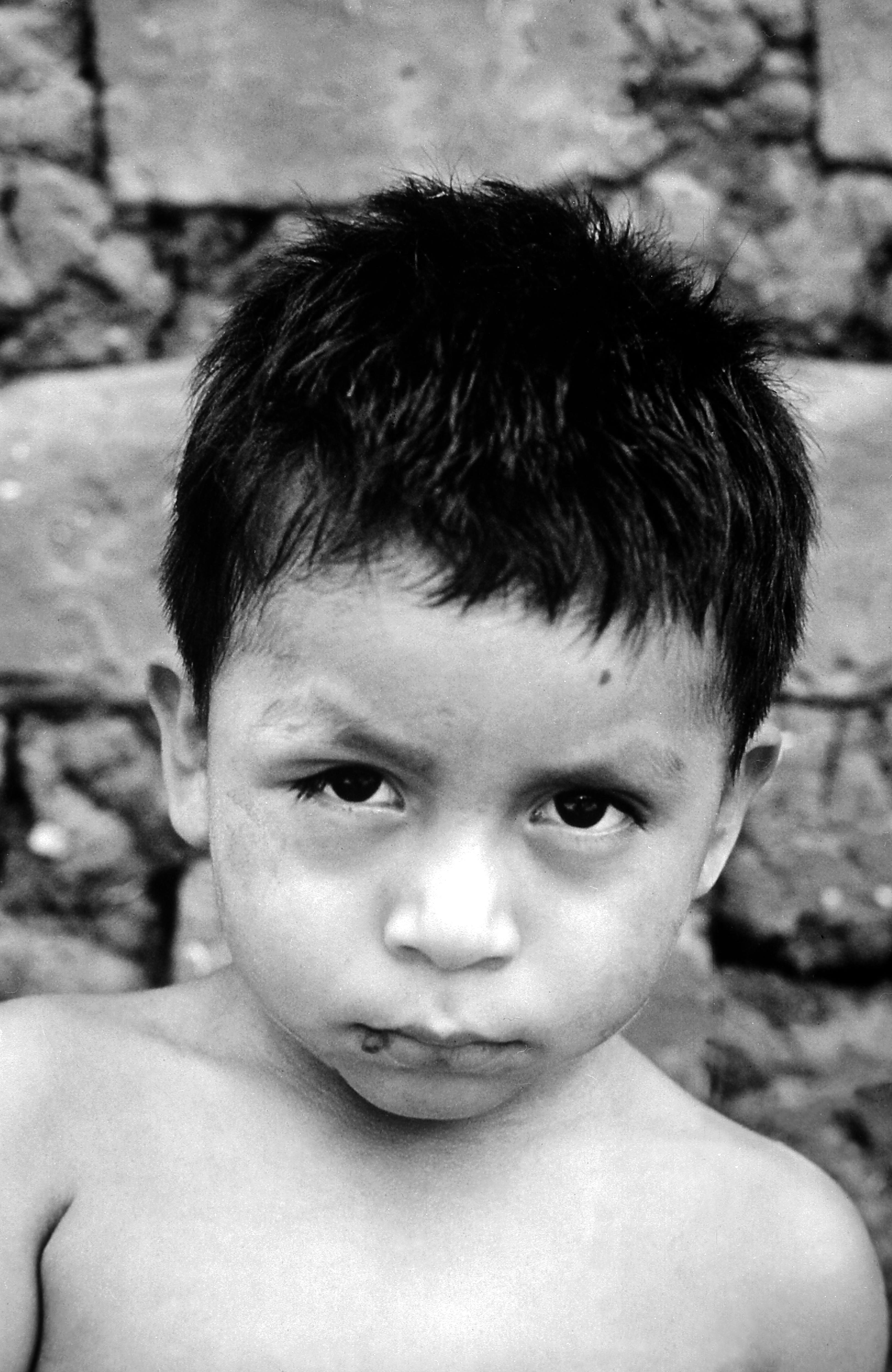
En 2005, Preve a réalisé le documentaire Chagas : un mal caché, dans lequel il aborde le thème de la maladie de Chagas. À l'image, un enfant atteint de la maladie.

En 2003, Preve a coproduit le documentaire musical Tango, un étrange virage, qui portait sur la nouvelle génération d'artistes du tango en Argentine. Le documentaire a été réalisé par Mercedes García Guevara et sa première dans le pays sud-américain a eu lieu en 2005. Cette même année, Preve a organisé le Festival de ciné argentin, en collaboration avec la Fundación para las Humanidades et l'Université de Virginie. L'évènement s'est tenu au mois d'avril. Un an plus tard, Preve a pris part à la production du documentaire Mondovino. Le film, tourné avec une caméra numérique au poing dans différents lieux d'Italie, de France, des États-Unis et d'Argentine, a fait partie de la Sélection officielle du Festival de Cannes de 2004.
Il a fait ses premiers pas en tant que réalisateur en 2005 avec Chagas : un mal caché, un documentaire dans lequel il aborde le thème de la maladie de Chagas et de sa mondialisation. Le film, qui a bénéficié de l'appui de l'organisation humanitaire Médecins sans frontières, a été filmé dans des provinces argentines comme Santiago del Estero, Salta et Jujuy, et a présenté les témoignages de médecins spécialisés, de chercheurs et de personnes atteintes de la maladie. Au cours de l'année 2006, Preve a écrit, réalisé et produit le court-métrage documentaire Espoir Means Hope et a exercé les fonctions de producteur exécutif du documentaire sur le cancer du sein Courir en été : la course pour vaincre le cancer du sein, réalisé par le cinéaste américain Scott Mactavish et interprété par l'actrice Sissy Spacek,.
Preve a écrit et réalisé deux courts-métrages de fiction : La Nuit d’avant, en 2006 et La notte prima, en 2007. Les courts-métrages, qui racontent  la dernière nuit de la vie de Martín Miguel de Güemes (militaire et homme politique qui a joué un rôle clé dans la Guerre d'indépendance de l’Argentine) et d'Anita Garibaldi (surnommée l’« héroïne des deux mondes ») respectivement, ont obtenu une reconnaissance dans des évènements cinématographiques en Argentine et au niveau international. En 2008, le cinéaste a collaboré avec la chaîne National Geographic pour réaliser le programme de télévision Darwin : les carnets secrets (Darwin's Secret Notebooks), en fournissant des services logistiques et de production en Argentine, en Uruguay et en Équateur. La série a été diffusée par la chaîne le 10 février 2009.
Sa collaboration avec la chaîne des États-Unis s'est poursuivie, et il a exercé différentes fonctions de production, de logistique et de recherche pour les documentaires destinés à la télévision Les enfants momies : sacrifiés à Salta (portant sur les corps intacts de trois enfants incas trouvés dans la province de Salta), Les fantômes du Machu Picchu (diffusé par PBS), Les Jumeaux de Mengele (consacré aux expérimentations réalisées par Josef Mengele) et On est arrivés ? Une aventure mondiale (une série pour enfants diffusée par National Geographic Kids au Brésil). Les Enfants momies a obtenu une nomination aux Emmy Awards dans la catégorie des meilleurs éclairage et décors.
Le 4 décembre 2009 marque la sortie de son premier long-métrage de fiction, José Ignacio. Le film, coproduit par l'Uruguay et l'Argentine, a fait partie de la sélection officielle du Festival Internacional de Cine de Punta del Este, ainsi que du Virginia Film Festival, du Levante Film Festival et du Festival international du film de Strasbourg.

### Années 2010
En 2011, Preve a rédigé le scénario de la série argentine consacrée à l'environnement Journal d’une voiture solaire, et a commencé à travailler pour la télévision uruguayenne sur la première saison de la série de fiction Garzon, une adaptation moderne du Don Quichotte de Cervantes filmée dans un petit village d'Uruguay, qu'il s'est chargé de réaliser et d'écrire. Un an plus tard, il est revenu sur la problématique de la maladie de Chagas en produisant et en réalisant l'émission spéciale pour la télévision Chagas : un assassin silencieux. Transmise par la chaîne Al Jazeera en avril 2013, cette production a bénéficié de la participation du célèbre footballeur Lionel Messi, qui a consacré quelques mots au projet via une vidéo présentée au cours d’un évènement sur la maladie à Cochabamba, en Bolivie,.
Cette même année, le cinéaste a participé en tant que réalisateur et co-scénariste à la série télévisée policière Le Français, filmée à Punta del Este, en Uruguay et diffusée fin 2014 dans ce même pays. En 2014 également, il a produit et réalisé une série de vidéos filmées au Kenya pour l'Initiative Médicaments contre les maladies négligées. Un an plus tard, il a produit, réalisé et écrit un nouveau documentaire intitulé Les Os de Catherine, consacré à la découverte des restes de la première Galloise décédée en Patagonie en 1865. Le film a été diffusé par la télévision publique argentine, et a enregistré une audience estimée à 160 000 ménages. Les os de Catherine a connu un succès notable lors de son passage par les festivals internationaux et a obtenu des prix et des nominations dans des évènements tels que l'Accolade Global Film Competition en Californie, les prix Nuevas Miradas de la télévision argentine et les compétitions britanniques Latitude Film Awards, London International Motion Picture Awards et North European International Film Festival, entre autres.

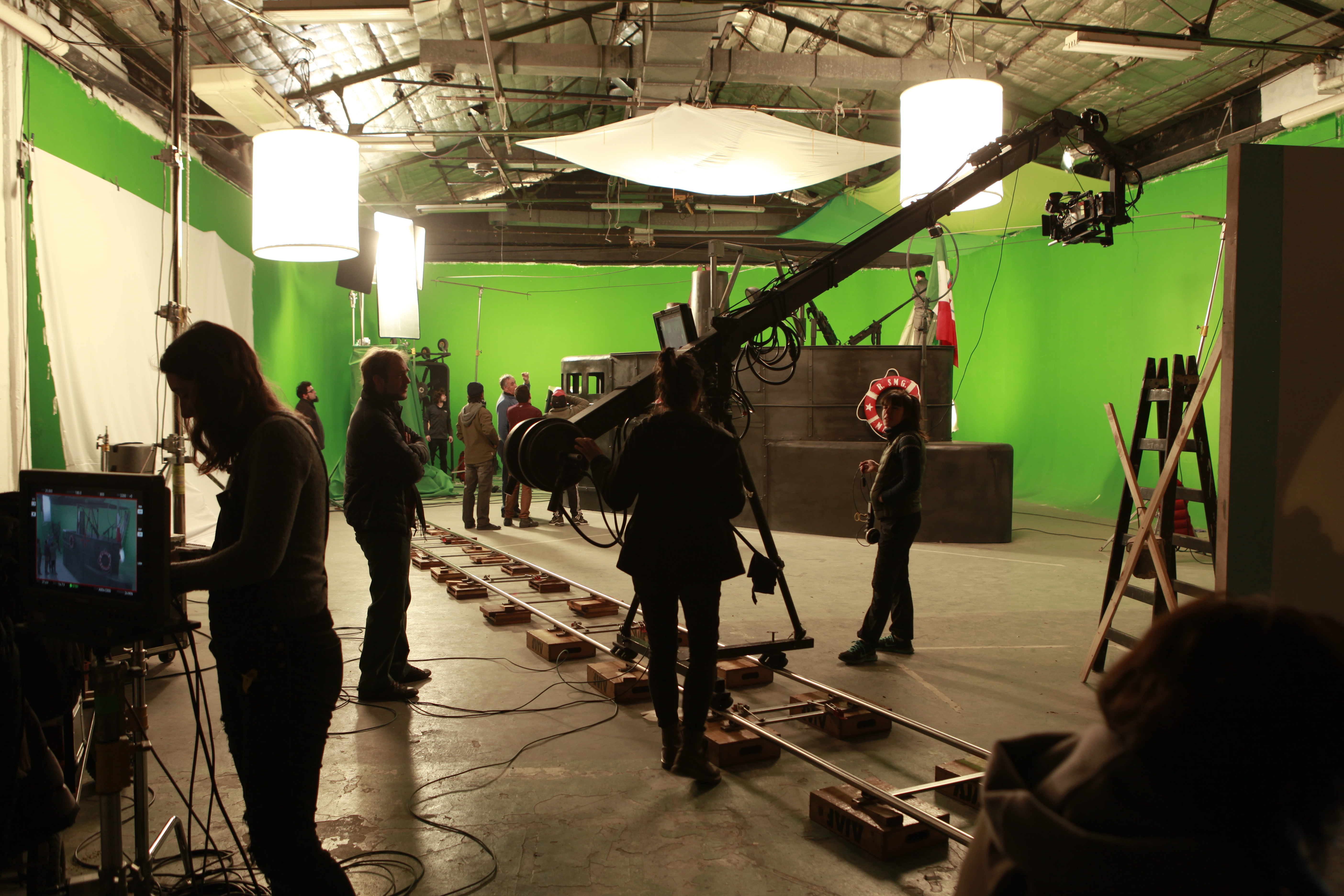
En 2019 est sorti en salles le film de Preve Rentrer chez soi, sur le transfert des restes d'un marin italien décédé pendant la Seconde Guerre mondiale depuis une île déserte dans la mer Rouge jusqu’à son pays natal. On peut voir à l’image la reconstitution du sous-marin Macallé utilisée dans le film.

En 2016, Preve s'est embarqué dans un nouveau projet, le documentaire À la recherche de Marie Anne, consacré à la recherche des restes de Marie Anne Erize, une mannequin franco-argentine qui a milité dans l'organisation de guérilla Montoneros et a disparu mystérieusement en octobre 1976. Après cinq ans de travail, il a écrit, réalisé et produit en 2018 un nouveau long-métrage intitulé Rentrer chez soi, dans lequel il évoque le rapatriement des restes de Carlo Acefalo, un marin italien décédé pendant la Seconde Guerre mondiale, depuis une île déserte de la mer Rouge jusqu'à son pays natal,. Entre 2018 et 2019, Rentrer chez soi a obtenu de nombreuses récompenses dans le cadre d'évènements cinématographiques en Uruguay, au Royaume-Uni, en Espagne et aux États-Unis.

### Années 2020
En 2021, a été tourné entre les États-Unis, l'Argentine et le Soudan un nouveau documentaire du cinéaste, intitulé Du Soudan à l'Argentine. Ce long-métrage évoque l’expérience de l'historien et égyptologue argentin Abraham Rosenvasser dans son rôle de chef de la mission archéologique franco-argentine promue par l'UNESCO entre 1961 et 1963. Cette mission avait pour but de sauver les trésors du temple d’Aksha, au nord du Soudan, avant qu’ils ne soient engloutis par les eaux du barrage d'Assouan, en Égypte, en cours de construction à cette époque. Le film a participé à divers festivals internationaux et a reçu de multiples prix et mentions spéciales,,. Sa première a eu lieu à Buenos Aires le 3 novembre 2022.
La Grinil, long-métrage connu à l'international comme A Grayling Never Dies, est le prochain projet de Preve. Le film, dans lequel il exercera les fonctions de réalisateur, producteur et scénariste, s'inspire des aventures de la femme bandit Helen Greenhill dans la Patagonie de la fin du XIXe du début du XXe siècle,. Le scénario de La Grinil a décroché des prix internationaux au cours d'évènements tenus en Europe et aux États-Unis.

## Activisme et philanthropie
Preve est connu pour son activisme contre la maladie de Chagas, et a révélé grâce à son trabal les ravages de cette maladie, en coordination avec l’Initiative Médicaments contre les maladies négligées (DNDi).
Il a également fait ses débuts en tant que photographe professionnel en 2010, et a donné une partie des recettes des ventes de sa première exposition de photos sur la déesse africaine Iemanja à l'organisation Médecins sans frontières, pour soutenir les opérations de sauvetage après le catastrophique séisme en Haïti. Ses photos ont ensuite été réunies par l'UNESCO dans l'exposition « Ascendance africaine, empreintes et identités » et présentées au Brésil, en Uruguay et en Argentine,.

## Filmographie

### Longs métrages
- 2005 - Adieu, chère Lune (Producteur associé)
- 2005 - Tango : un étrange virage (Coproducteur)
- 2009 - José Ignacio (Scénariste et réalisateur)
- 2019 - Rentrer chez soi (Scénariste, producteur et réalisateur)
- 2019 - Le blues de la civilisation (Acteur dans un second rôle)
- 2022 - Du Soudan à l'Argentine (Scénariste et réalisateur)
- 2023 - La Grinil (Scénariste, producteur et réalisateur)

### Documentaires
- 2004 - Mondovino (Coproducteur)
- 2005 - Chagas : un mal caché (Scénariste, producteur et réalisateur)
- 2005 - Courir en été : la course pour vaincre le cancer du sein (Producteur exécutif)
- 2006 - Espoir Means Hope (Scénariste, producteur et réalisateur)
- 2008 - Sampoorna (Producteur)
- 2015 - Les os de Catherine (Scénariste, producteur et réalisateur)
- 2016 - À la recherche de Marie Anne (Scénariste et réalisateur)

### Courts métrages
- 2006 - La nuit d'avant (Scénariste, producteur et réalisateur)
- 2007 - La notte prima (Scénariste, producteur et réalisateur)

### Télévision
- 2009 - Darwin : les carnets secrets (Producteur)
- 2009 - Les enfants momies : sacrifiés à Salta (Coproducteur)
- 2009 - Les jumeaux de Mengele (Producteur)
- 2010 - Les fantômes du Machu Picchu (Producteur et réalisateur)
- 2011 - On est arrivés ? Une aventure mondiale (Producteur)
- 2011 - Journal d'une voiture solaire (Scénariste)
- 2012 - Garzon (Scénariste et réalisateur)
- 2013 - Chagas : un assassin silencieux (Scénariste, producteur et réalisateur)
- 2014 - Le Français (Scénariste et réalisateur)
- 2014 - Reality-show automobile (Producteur)

### Vidéo
- 2014 - Journée mondiale de la lutte contre le SIDA (Producteur et réalisateur)

## Distinctions
| Année | Évènement                                                               | Catégorie                                                                | Film                                   | Résultat   |
| 2007  | Festival international du film de Mar del Plata                         | Sélection officielle « L'Amérique latine en marche »                     | La nuit d’avant                        | Nomination |
| 2008  | Festival du court-métrage de Chennai                                    | Meilleur court-métrage international                                     | La notte prima                         | Lauréat    |
| 2009  | Emmy Awards                                                             | Meilleurs éclairage et décors                                            | Les enfants momies : sacrifiés à Salta | Nomination |
| 2015  | Accolade Global Film Competition, Californie                            | Mention dans la catégorie documentaire                                   | Les os de Catherine                    | Lauréat    |
| 2016  | Prix Nuevas Miradas en Televisión, Buenos Aires                         | Meilleure production                                                     | Les os de Catherine                    | Lauréat    |
| 2016  | Prix Nuevas Miradas en Televisión, Buenos Aires                         | Meilleure musique originale                                              | Les os de Catherine                    | Nomination |
| 2018  | Latitude Film Awards, Londres                                           | Prix de bronze du meilleur long-métrage documentaire                     | Les os de Catherine                    | Lauréat    |
| 2019  | North European International Film Festival, Londres                     | Meilleure histoire racontée                                              | Les os de Catherine                    | Lauréat    |
| 2019  | North European International Film Festival, Londres                     | Meilleur film pédagogique et scientifique                                | Les os de Catherine                    | Nomination |
| 2019  | London International Motion Picture Awards, Londres                     | Meilleur long-métrage documentaire                                       | Les os de Catherine                    | Nomination |
| 2018  | Festival de Cine Latino de Punta del Este                               | Meilleur documentaire                                                    | Rentrer chez soi                       | Lauréat    |
| 2018  | Festival de Cine Latino de Punta del Este                               | Prix à la trajectoire                                                    | Rentrer chez soi                       | Lauréat    |
| 2018  | Latitude Film Awards, Londres                                           | Prix de bronze du meilleur long-métrage documentaire                     | Rentrer chez soi                       | Lauréat    |
| 2018  | Latitude Film Awards, Londres                                           | Prix de bronze de la meilleure musique                                   | Rentrer chez soi                       | Lauréat    |
| 2019  | Accolade Global Film Competition, Californie                            | Meilleur long-métrage documentaire, meilleure photographie et créativité | Rentrer chez soi                       | Lauréat    |
| 2019  | Accolade Global Film Competition, Californie                            | Originalité, concept et musique                                          | Rentrer chez soi                       | Lauréat    |
| 2019  | Los Angeles Motion Picture Festival, Californie                         | Meilleur réalisateur de film documentaire                                | Rentrer chez soi                       | Lauréat    |
| 2019  | Los Angeles Motion Picture Festival, Californie                         | Meilleur documentaire international                                      | Rentrer chez soi                       | Lauréat    |
| 2019  | South European International Film Festival, Valence                     | Meilleur film pédagogique et scientifique                                | Rentrer chez soi                       | Lauréat    |
| 2019  | South European International Film Festival, Valence                     | Meilleur long-métrage documentaire                                       | Rentrer chez soi                       | Nomination |
| 2019  | South European International Film Festival, Valence                     | Meilleure photographie dans un film documentaire                         | Rentrer chez soi                       | Nomination |
| 2019  | South European International Film Festival, Valence                     | Meilleurs effets spéciaux ou conception visuelle                         | Rentrer chez soi                       | Nomination |
| 2019  | South European International Film Festival, Valence                     | Meilleure musique originale                                              | Rentrer chez soi                       | Nomination |
| 2019  | London International Motion Picture Awards, Londres                     | Meilleur long-métrage documentaire                                       | Rentrer chez soi                       | Nomination |
| 2019  | Dumbo Film Festival, New York                                           | Meilleur long-métrage documentaire                                       | Rentrer chez soi                       | Nomination |
| 2019  | Festival Internacional de Cine de Madrid                                | Meilleur réalisateur d’un long-métrage documentaire                      | Rentrer chez soi                       | Nomination |
| 2019  | Festival Internacional de Cine de Madrid                                | Meilleur long-métrage documentaire                                       | Rentrer chez soi                       | Nomination |
| 2020  | VI Sudan Independent Film Festival, Khartoum, Soudan                    | Sélection officielle                                                     | Rentrer chez soi                       | Nomination |
| 2020  | Impact Doc Awards, Californie                                           | Prix du mérite au meilleur long-métrage documentaire                     | Rentrer chez soi                       | Lauréat    |
| 2020  | Puglia International Film Festival, Polignano a Mare, Italie            | Meilleur long-métrage documentaire                                       | Rentrer chez soi                       | Lauréat    |
| 2019  | CKF International Film Festival, Londres                                | Meilleur scénario original d’un long-métrage de fiction                  | La Grinil                              | Lauréat    |
| 2019  | Prisma Screenwriting Awards, Rome                                       | Sélection officielle, scénario original d’un long-métrage de fiction     | La Grinil                              | Lauréat    |
| 2019  | American Screenwriters Conference, Sacramento                           | Sélection officielle, scénario original d’un long-métrage de fiction     | La Grinil                              | Lauréat    |
| 2019  | South Europe International Film Festival, Valence                       | Meilleur scénario original d’un long-métrage de fiction                  | La Grinil                              | Lauréat    |
| 2019  | The European Independent Film Awards, Londres                           | Meilleur scénario original d’un long-métrage de fiction                  | La Grinil                              | Lauréat    |
| 2022  | Virginia Film Festival, États-Unis                                      | Sélection officielle                                                     | Du Soudan à l'Argentine                | Nomination |
| 2022  | Festival LatinUy, Uruguay                                               | Prix du public du meilleur film                                          | Du Soudan à l'Argentine                | Nomination |
| 2022  |                                                                         | Meilleur documentaire                                                    | Du Soudan à l'Argentine                | Nomination |
| 2022  | International Arab-African Documentary Film Festival, Maroc             | Meilleur documentaire                                                    | Du Soudan à l'Argentine                | Lauréat    |
| 2022  | Fusion International Film Festival, Angleterre                          | Meilleur réalisateur d’un long-métrage documentaire                      | Du Soudan à l'Argentine                | Lauréat    |
| 2022  | Fusion International Film Festival, Angleterre                          | Meilleure photographie dans un film documentaire                         | Du Soudan à l'Argentine                | Lauréat    |
| 2022  | Fusion International Film Festival, Angleterre                          | Meilleur long-métrage documentaire                                       | Du Soudan à l'Argentine                | Nomination |
| 2022  | Fusion International Film Festival, Angleterre                          | Meilleure musique originale                                              | Du Soudan à l'Argentine                | Nomination |
| 2022  | Fusion International Film Festival, Angleterre                          | Meilleure histoire                                                       | Du Soudan à l'Argentine                | Nomination |
| 2022  | Fusion International Film Festival, Angleterre                          | Meilleur film scientifique et pédagogique                                | Du Soudan à l'Argentine                | Nomination |
| 2023  | Out of Africa International Film Festival, Kenya                        | Sélection officielle                                                     | Du Soudan à l'Argentine                | Nomination |
| 2023  | Festival Internacional de Cine Hispano de Delaware, États-Unis          | Cinématographie                                                          | Du Soudan à l'Argentine                | Lauréat    |
| 2023  | Festival Internacional de Cine Hispano de Delaware, États-Unis          | Montage sonore                                                           | Du Soudan à l'Argentine                | Lauréat    |
| 2023  | Festival Internacional de Cine Hispano de Delaware, États-Unis          | Scénario original                                                        | Du Soudan à l'Argentine                | Lauréat    |
| 2023  | Festival Internacional de Cine Hispano de Delaware, États-Unis          | Concept original                                                         | Du Soudan à l'Argentine                | Lauréat    |
| 2023  | Ismailia International Film Festival for Documentaries and Short Films, | Sélection officielle                                                     | Du Soudan à l'Argentine                | Nomination |

### Distinctions
- : Médaille du mérite de la Marine de Guerre Italienne

« Un excellent réalisateur, d'un professionnalisme et d'une passion hors du commun, qui se consacre depuis toujours aux thèmes liés à la nature et à l'histoire. » selon IVG le 3 mars 2020.